# Рафаел Арие
Рафаел Арие е български оперен певец, бас, работил през по-голямата част от кариерата си в Италия.

## Биография
Роден е в еврейско семейство в София на 22 август 1920 година. Учи пеене при Христо Бръмбаров и през 1945 година дебютира в Софийската опера.
През следващата г1946 одина дебютира в „Ла Скала“ в Милано. Постепенно се налага сред водещите баси в Европа, изпълнявайки главно италиански и руски репертоар.
Рафаел Арие умира в Женева на 17 март 1988 година.